# Susana Beltrán (actriz)
Susana Beltrán (n. 12 de agosto de 1942, Rosario, Santa Fe) es una actriz argentina.

## Biografía
En la década de 1960 ingresó en el cine con el surgimiento del nouvelle vague donde trabajó con los principales directores argentinos del policial negro como Sixto Pondal Ríos y Enrique Carreras, quien la dirigió en los filmes Los viciosos (1962) y Los hipócritas (1965).
En 1965 trabajó con otro grande del género, Lucas Demare, en Los guerrilleros y realizó su primera colaboración con uno de los más reconocidos exponentes argentinos del cine de ciencia ficción, bizarro y de culto, Emilio Vieyra, en la cinta Extraña invasión. Vieyra la convirtió en su actriz fetiche, en gran parte debido a su belleza física. Con Vieyra llevó a cabo una serie de filmes, entre los que se encuentran La venganza del sexo (1966), La bestia desnuda (producida en 1967 y estrenada en 1969) y Placer sangriento (1967), seguidas luego por Sangre de vírgenes (1968). Estas películas, con el paso del tiempo, fueron convertidas en una serie de culto por parte de los fanáticos de éstos géneros.

## Filmografía
- Los viciosos (1962)
- Los hipócritas (1965)
- Los guerrilleros (1965)
- Extraña invasión (1965)
- La venganza del sexo (1966)
- Escándalo en la familia (1967)
- Placer sangriento (1967)
- Sangre de vírgenes (1968)
- La bestia desnuda (1971)
- La increíble historia de Asterión y Clotilda (2003)
- La canción de Ana (2006)
- Mi hija (2007)
- El sueño de Felisa (2009)